# Суркова, Наталья Станиславовна
Ната́лья Станисла́вовна Сурко́ва (род. 14 марта 1967, Горький, Горьковская область, РСФСР, СССР) — российская актриса драматического театра и кино. Заслуженная артистка Российской Федерации (2002).
В 1986 году окончила отделение «Актёр драматического театра и кино» Горьковского театрального училища (творческий руководитель — Р. Я. Левите).
В 1986 году поступила в труппу Молодого театра при «Ленконцерте».
В 1989 году вместе с художественным руководителем Семёном Спиваком перешла в Санкт-Петербургский государственный Молодёжный театр на Фонтанке.

### Личная жизнь
Дважды была замужем.
- Первый муж — Константин Валентинович Гершов, актёр.
  - Дочь — Аглая Константиновна Гершова (род. 15 мая 1993), актриса Санкт-Петербургского театра на Литейном[3].
- Второй муж — Алексей Викторович Титков (род. 4 ноября 1968), актёр Санкт-Петербургского театра юных зрителей имени А. А. Брянцева[4].

## Творчество

### Театральные работы
- 1989 — «Танго» Славомира Мрожека (реж. С. Я Спивак) — Аля
- 1989 — «Мещанин во дворянстве» Жана-Батиста Мольера (реж. С. Я Спивак) — Люсиль
- 1991 — «Панночка» (реж. Ю. Дворкин) — Панночка
- 1997 — «Маркиза де Сад» Юкио Мисима (реж. С. Я. Спивак) — графиня Сен-Фон
- 1999 — «Касатка» А. Н. Толстого (реж. С. Я. Спивак) — Марья Семёновна Косарева
- 2011 — «Семья Сориано, или Итальянская комедия» Эдуардо де Филиппо (реж. С. Я. Спивак) — Филумена Мартурано

### Фильмография
| Год       |    | Название                                | Роль |
| --------- | -- | --------------------------------------- | --- |
| 1986      | ф  | Вот снова этот двор                     | Имя персонажа не указано                                                                                          |
| 1986      | тф | Конец операции «Резидент»               | продавщица |
| 1990      | ф  | Мария Магдалина                         | русалка |
| 1998      | мф | Король Лев 2: Гордость Симбы            | Зира, жестокая и волевая львица, мать Кову, Витани и Нуки, приёмная сестра Симбы, приспешница Шрама (озвучивание) |
| 1998      | с  | Улицы разбитых фонарей                  | Татьяна Васильевна, заведующая баней                                                                              |
| 2001      | с  | Агентство НЛС                           | Ольга Андреевна Петрова, жена депутата Выхина                                                                     |
| 2001      | ф  | Гладиатрикс                             | Корнелия |
| 2001      | ф  | Потому что мама                         | женщина в жёлтом                                                                                                  |
| 2002      | с  | Агентство «Золотая пуля»                | Анна Лукошкина, юрист агентства «Золотая пуля»                                                                    |
| 2003      | с  | Линии судьбы                            | Жанна, гадалка |
| 2004      | ф  | Свои                                    | Анна |
| 2005      | с  | Алька                                   | Любовь Сергеевна, военфельдшер                                                                                    |
| 2005      | с  | Мастер и Маргарита                      | Анна Ричардовна, секретарь Прохора Петровича                                                                      |
| 2005      | с  | Принцесса и нищий                       | Мария Леонтьевна Кускова, бомжиха                                                                                 |
| 2005      | с  | Тронутые                                | Имя персонажа не указано                                                                                          |
| 2005      | с  | Убойная сила 6                          | Ирина Виригина |
| 2005      | с  | Фаворит                                 | Екатерина II |
| 2006      | ф  | 7 кабинок                               | Людок |
| 2006      | с  | Столыпин… Невыученные уроки             | Ольга Борисовна Нейгарт-Столыпина                                                                                 |
| 2007      | ф  | 12                                      | судья в суде присяжных                                                                                            |
| 2007      | ф  | 18-14                                   | Волконская, княгиня                                                                                               |
| 2007      | ф  | Красный жемчуг любви                    | Александра Евгеньевна                                                                                             |
| 2007      | с  | Мушкетёры Екатерины                     | Анна Михайловна Ремизова, графиня                                                                                 |
| 2008      | с  | Братья Карамазовы                       | Арина Петровна Снегирёва                                                                                          |
| 2008      | ф  | Игра                                    | Вера Павловна |
| 2008      | тф | Сумасшедшая любовь                      | Светлана Сергеевна (Бэбиха)                                                                                       |
| 2008      | ф  | Четыре возраста любви (новелла «Весна») | Вера Петровна Толмачёва                                                                                           |
| 2009      | ф  | Одна война                              | мама Шура |
| 2010      | ф  | Мы из будущего 2                        | женщина в хате |
| 2010      | ф  | Утомлённые солнцем 2: Предстояние       | Катя, деревенская девушка                                                                                         |
| 2011      | с  | Наследница                              | Софья Порфирьевна Чередниченко, капитан                                                                           |
| 2011      | с  | Правила маскарада                       | Зоя Светлова |
| 2012      | ф  | Афродиты                                | Катя |
| 2012      | с  | Дорога в пустоту                        | Нина Петровна Уварова                                                                                             |
| 2013      | ф  | 7 главных желаний                       | Имя персонажа не указано                                                                                          |
| 2014      | с  | Григорий Р.                             | Прасковья Фёдоровна, жена Григория Распутина                                                                      |
| 2014      | с  | Долгий путь домой                       | Зоя |
| 2014      | ф  | Дурак                                   | Нина Сергеевна Галаганова, мэр города                                                                             |
| 2014      | ф  | Солнечный удар                          | хозяйка гостиницы                                                                                                 |
| 2015      | ф  | Великая                                 | императрица Елизавета Петровна                                                                                    |
| 2015      | ф  | Достали!                                | директор школы |
| 2015      | ф  | Развод по собственному желанию          | Елена Кострова, жена Сергея, предприниматель                                                                      |
| 2016      | ф  | День до...                              | мать Юли |
| 2017      | с  | Доктор Рихтер (1-й сезон, 8-я серия)    | Мария Владимировна Фидянина, мама Матвея                                                                          |
| 2017      | ф  | Карп отмороженный                       | Галина Дорменеева, регистратор ЗАГСа                                                                              |
| 2017      | с  | Лачуга должника                         | обвинитель |
| 2017      | с  | Не вместе                               | Марина, соседка                                                                                                   |
| 2018      | ф  | Два билета домой                        | Ада Петровна |
| 2018      | ф  | Как я стал русским                      | Петровна |
| 2019—2022 | с  | ИП Пирогова                             | Валентина Николаевна Вольская, мать Валентина                                                                     |
| 2019      | ф  | Лев Яшин. Вратарь моей мечты            | мачеха Яшина |
| 2019      | с  | Цыплёнок жареный                        | тёща |
| 2020      | с  | Бомба                                   | Вероника Леопольдовна Агатова, мать Анны, певица, народная артистка                                               |
| 2020      | с  | Угрюм-река                              | Марья Кирилловна Громова, купчиха, мать Прохора, жена Петра                                                       |
| 2020—2024 | с  | Шифр 2-4                                | Наталья Михайловна, мать Кима                                                                                     |
| 2021      | с  | Знахарь. Одержимость                    | Элеонора Волокушина Васильевна, мать Артёма, чиновница                                                            |
| 2021      | ф  | Конец фильма                            | Марина |
| 2021      | с  | Медиум                                  | Татьяна Рыбакова, начальник отдела кадров                                                                         |
| 2022      | ф  | Графиня Аиссе                           | мадам Болингброк                                                                                                  |
| 2022      | с  | Развод                                  | мать Вити |
| 2022      | ф  | Развод. Фильм второй                    | мать Вити |
| 2022—2025 | с  | Анна Медиум                             | Татьяна Рыбакова                                                                                                  |
| 2023      | с  | Актрисы                                 | Люба, помощник режиссёра                                                                                          |
| 2023      | с  | Дама с собачкой. Продолжение            | Жилкина |
| 2023      | ф  | Клипот                                  | Ирина Павловна Раевская                                                                                           |
| 2025      | с  | Павел. Первый и последний               | Екатерина Великая                                                                                                 |
| 2025      | ф  | Почтарь                                 | Имя персонажа не указано                                                                                          |
| 2025      | с  | Хантер                                  | Имя персонажа не указано                                                                                          |

### Работа на телевидении и радио
- В 1991 году — ведущая телевизионного конкурса петербургских актрис «Театральный ангажемент».
- Работа на петербургском радио: Анна в радиоспектакле «Анна Каренина».

## Признание и награды
- 2002 — почётное звание «Заслуженный артист Российской Федерации» — за заслуги в области искусства[1].
- 2004 — лауреат премии «Золотой овен» в номинации «Лучшая роль второго плана» («Свои»)
- 2004 — обладатель специального приза Гильдии актёров американского кино за роль в фильме «Свои».
- 2007 — приз за лучшую женскую роль на кинофестивале «Виват кино России!» в Санкт-Петербурге (телесериал «Фаворит»).
- 2009 — приз за лучшую женскую роль на кинофестивале «Амурская осень» в Благовещенске  («Одна война»).
- 2015 — премия «Белый слон» Гильдии киноведов и кинокритиков России за лучшую женскую роль второго плана («Дурак»)[5].
- 2015 — приз в номинации «Лучшая актриса» на V Забайкальском международном кинофестивале в Чите («Дурак»)[6][7][8].
- 2018 — Первый открытый фестиваль популярных киножанров «Хрустальный источникъ» (Ессентуки) — приз «Признание» имени Риммы Марковой[9][10]